# Papyrus (växt)
Papyrus (Cyperus papyrus) är en växtart i skärmagssläktet i familjen halvgräs. Arten förekommer naturligt i tropiska Afrika. Papyrus ger råmaterialet till det pappersliknande materialet med samma namn, se papyrus. Den odlas ibland som krukväxt i Sverige.
Papyrus är en robust och högväxande, flerårig ört som kan bli upp till fyra meter hög. Stjälkarna saknar blad och är kala, trekantiga. Blommorna sitter i ax som är samlade i en upprepad flock i stjälkens spets, de sitter på stänglar som blir 10–45 cm långa. Vid basen finns 3 cm långa, bruna högblad som omsluter skaften. De sekundära flockarna har 3-5 skaft med smala, utdragna högblad vid basen. Axsamlingarna är 1–2 cm långa, 6–10 mm vida. Varje delax innehåller 6-16 blommor.

## Underarter
Tre underarter erkänns ibland; subsp. papyrus, subsp. hadidii och subsp. zairensis.
Underarten subsp. hadidii är den ursprungliga egyptiska papyrusen. Den är idag utrotningshotad och återfinns bara på ett fåtal platser i Egypten och norra Sudan.

## Synonymer och auktorer
subsp. papyrus
Chlorocyperus papyrus (L.) Rikli
Cyperus madagascariensis Roem. & Schult.
Cyperus mossambicensis Klotzsch ex Peters
Cyperus papyracens Crantz
Cyperus papyrus subsp. antiquorum (Willd.) Chiov.
Cyperus papyrus subsp. nyassicus Chiov.
Cyperus papyrus var. niliacus Tournay
Cyperus syriacus Parl.
Papyrus antiquorum Willd.
Papyrus domesticus Poir. ex Cuvier
Papyrus madagascariensis Willd.
Papyrus siculus Parl.
subsp. hadidii Chrtek & Slavíková
subsp. zairensis (Chiov.) Kük. 
Cyperus zairensis Chiov.
- Wikimedia Commons har media som rör Papyrus (växt).